# برندون
برندون (به انگلیسی: Brendon) یک روستا در بریتانیا است که در Brendon and Countisbury واقع شده‌است. برندون ۱۵۹ نفر جمعیت دارد.